# Bolgar (település)
Bolgar (oroszul: Болгар, tatár nyelven: Bolğar, Болгар) város Oroszország európai részén, a Volga középső folyása mentén, Tatárföldön. A Szpasszki járás székhelye.
Lakossága: 8650 fő (a 2010. évi népszámláláskor). Nevei:
- 1926 előtt: Szpasszkoje (falu), majd Szpasszk (Спасск)
- 1926–1935: Szpasszk-Tatarszkij (Спасск-Татарский)
- 1935–1991: Kujbisev (Куйбышев), nem azonos a Volga-könyök nagyvárosával, Szamarával, amely korábban szintén V. V. Kujbisev szovjet pártvezető nevét viselte
- 1991-től Bolgar (Болгар).

## Elhelyezkedése
Tatárföld délnyugati részén, Kazanytól 130–140 km-re, a Káma torkolatától kb. 30 km-re délre, a Volgán kialakított Kujbisevi-víztározó bal partján, sík vidéken terül el. Közvetlenül mellette található az egykori középkori város, Bulgar helyén kialakított  szabadtéri múzeum és emlékhely, melyet 2014-ben fölvettek az UNESCO Világörökség listájára.
A szárazföldi főközlekedési utaktól távol fekszik. A legközelebbi vasútállomás kb. 100 km-re, az Uljanovszk–Ufa közötti vonalon található. Folyami kikötője és a volgai vízi út azonban nyáron kedvező lehetőséget biztosít az idegenforgalom számára.

## Története
Bolgar két település egyesítésével jött létre.
A 18. század elején a hajdani középkori város, Bulgar muszlim romjain pravoszláv kolostort létesítettek, később mellette (tehát körülbelül a jelenlegi helyen) kisebb település alakult ki: Uszpenszkoje falu; későbbi neve Uszpenszkoje-Bolgari, illetve egyszerűen Bolgari. A kolostort az 1770-es években bezárták, a település fennmaradt.
A 25 km-re fekvő Szpasszkoje falu 1781-ben a korabeli járás (ujezd) székhelye lett és Szpasszk néven városi rangot kapott. Neve 1926-tól Szpasszk-Tatarszkij, 1935-től Kujbisev volt. A Kujbisevi-víztározó létesítésekor, 1954-ben a kis várost áttelepítették Bolgari falu mellé, korábbi területét pedig a víztározó feltöltésekor elárasztották. 1991-ben a falut a városhoz csatolták és annak nevét Bolgarra változtatták. A Kujbisevi járásból viszont Szpasszki járás lett, így mindkét korábbi település neve megőrződött.